# Kim Ung-Yong
Kim Ung-yong (n. 8 martie 1962, Seul, Coreea de Sud) este un fost copil minune coreean. Kim a fost menționat în Guinness World Records ca având "Cel mai mare IQ". Cartea a estimat valoarea băiatului la aproximativ 210 IQ.

## Biografie
La scurt timp după naștere, Kim a început să arate o capacitate intelectuală extraordinară. El a început la 4 ani, să vorbească și putea conversa fluent la 6 ani, fiind capabil să citească în japoneză, coreeană, germană, engleză. El a avut nevoie de aproximativ o lună pentru a învăța o limbă străină. 7 luni mai târziu a învățat conceptele de înmulțire și putea să înțeleagă conceptele de calcul diferențial. La vârsta de cinci ani, la 2 noiembrie 1967, la televiziunea japoneză, el a rezolvat probleme complicate de calcul diferențial și integrale. Chiar și în copilăria timpurie, el a început să scrie poezii și a fost un pictor talentat.
Kim a fost ca student invitat la Universitatea de fizică din Hanyang, unde a de audiat cursuri de la vârsta de 4 ani până la 7 ani. În 1970, la vârsta de 8 ani, a fost invitat în Statele Unite la NASA, unde a terminat studiile universitare. În 1974, în timpul studiilor sale universitare, el a început activitatea sa de cercetare la NASA și a continuat această activitate până în 1978 la întoarcerea sa în Coreea de Sud.
Aici el a decis să treacă la fizica la inginerie civilă și în cele din urmă a primit un doctorat în acest domeniu. A publicat aproximativ 90 de lucrări privind sistemele hidraulice în diferite reviste științifice. Începând din 2007, el este asistent facultate de la Universitatea Națională din Chungbuk.